# Letní olympijské hry 1908

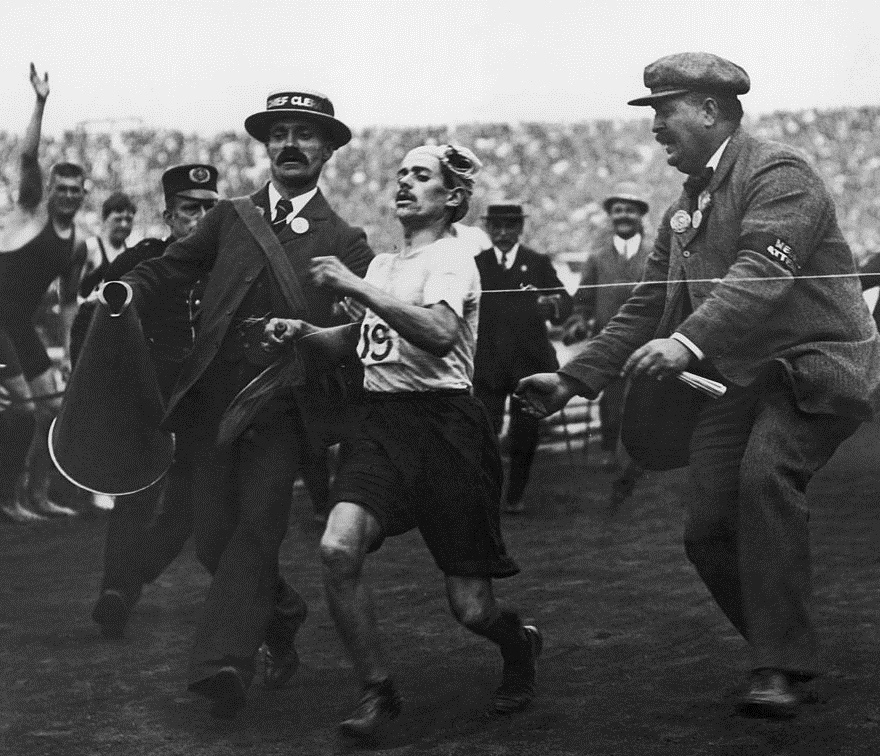
Dorando Pietri dosahuje cílové pásky za pomoci pořadatelů (vpravo A. C. Doyle)

IV. letní olympijské hry se uskutečnily ve dnech 19. až 31. července 1908 v hlavním městě Velké Británie, Londýně. Her se zúčastnilo 2035 sportovců z 22 zemí, Čechy reprezentovalo 21 sportovců.
Hry se uskutečnily jako součást velkých výstavních akcí. Měly dvě části, tzv. Letní hry (individuální sporty) a Podzimní hry (krasobruslení, box a kolektivní sporty).

## Zajímavosti
Součástí těchto her byl i závod motorových člunů. Šlo o první a zároveň i poslední sportovní motoristickou sportovní disciplínu, která se kdy konala v rámci olympijských her.
Asi nejznámějším incidentem her se stal finiš maratonského běhu, kde vyčerpanému italskému běžci Dorandu Pietrimu pomáhali do cíle traťoví komisaři (mezi nimi i spisovatel Arthur Conan Doyle). Pietri musel být diskvalifikován, ale stal se miláčkem publika a obdržel stříbrný pohár od tehdejší britské královny Alexandry Dánské.

## Umístění

### České medaile na LOH 1908
| Medaile                     | Sportovec                 | Sport | Disciplína     |
| --------------------------- | ------------------------- | ----- | -------------- |
| Bronzová olympijská medaile | Vilém Goppold z Lobsdorfu | Šerm  | šavle          |
| Bronzová olympijská medaile | družstvo                  | Šerm  | šavle družstva |

## Kandidátská města
Další kandidátská města na pořádání 4. olympijských her byla Berlín (Německo), Milano (Itálie) a Řím (Itálie). Hry se podle původního rozhodnutí měly konat v Římě, ten se ale pořádání vzdal (výbuch Vesuvu 1906)